# Chilomys percequilloi
Chilomys percequilloi — вид мишоподібних гризунів із родини хом'якових (Cricetidae).

## Етимологія
Вид названо на честь Олександра Рейса Персекільо (ісп. Alexandre Reis Percequillo), сучасного бразильського біолога, який займається вивченням фауни неотропічних ссавців і фахівця з гризунів-оризомієн.

## Біоморфологічна характеристика
хвіст з 18–20 рядами луски на сантиметр на осі; вилична пластинка похилена назад; M1–M2 з мезолофом; М2 з більш широким гіпофлексусом (подібний за шириною до мезофлексусу); m1 з передньосереднім згином; присутні гемові дуги.
Довжина голови й тулуба 76–90 мм. Волосяний покрив на спині світло-нейтрально-сірого (колір 297) забарвлення; коротке волосся (середня довжина на спині = 7.1 мм) з темно-нейтрально-сірою (колір 299) основою й димчасто-сірими (колір 266) кінчиками. Димчасто-сіра (колір 155) черевна шерсть з волосками (середня довжина = 5.5 мм) з блідо-нейтрально-сірою (колір 297) основою й димчасто-сірими (колір 266) кінчиками. Поверхня горла і грудної клітки світліша, ніж решта живота. Періокулярне кільце чорного кольору (колір 300). Вусові вібриси довгі, товсті біля основи і тонкі до верхівки. Вуха зовні вкриті короткими димчасто-сірими (колір 266) волосками, внутрішня поверхня блідо-жовтувато-коричнева (колір 1), край середньо-нейтрально-сірий (колір 298).

## Середовище проживання
Типова місцевість: Еквадор, провінція Морона-Сантьяго, кантон Мендес, парафія Патука, гірський хребет Кутуку (висота 2215 м). Екосистема відповідає гірському лісу, для якого характерні дерева з великою кількістю орхідей, папоротей і бромелієвих.